# June Haver
June Haver (ur. 10 czerwca 1926 w Rock Island, zm. 4 lipca 2005) – amerykańska aktorka filmowa.

## Filmografia
- 1943: The Gang’s All Here jako Hat-check girk
- 1947: Zastanawiam się kto ją teraz całuje jako Katie
- 1949: Look for the Silver Lining jako Marilyn Miller
- 1951: Pamiętniki Don Giovanniego (Love Nest) jako Connie Scott
- 1953: The Girl Next Door jako Jeannie Laird

## Wyróżnienia
Posiada swoją gwiazdę na Hollywoodzkiej Alei Gwiazd.